# 德拉任·达利帕吉奇
德拉任·达利帕吉奇（1951年11月27日—2025年1月25日），昵称“普拉亚”（Праја／Praja），塞尔维亚人，篮球运动员。在球場上司職小前锋，投籃精準，身體素質優秀，綽號“天跳者”。他是南斯拉夫国家队的历史总得分王，在奥运会、世锦赛、欧锦赛上共获得12枚奖牌，包括1978年世锦赛金牌（個人获賽事MVP）、1980年奧運會金牌和3枚歐錦賽金牌。他也是贝尔格莱德游击队的队史得分王。先后入选奈史密斯篮球名人堂和国际篮联名人堂。

## 生平
1951年，德拉任·达利帕吉奇出生于南斯拉夫联邦波黑共和国的莫斯塔爾。青少年时期爱好手球、足球等各项运动。因与当地足球俱乐部的球员达内·普拉约（Дане Прајо／Dane Prajo）有相像之处，人送外号“普拉约”，后来演变为他的知名昵称——“普拉亚”。

### 俱樂部
18岁时，他正式转向篮球，为莫斯塔尔火车头效力，很快入选波黑代表队。在一场波黑对阵塞尔维亚的比赛中，他表现出色，引起对方主教练、名帅兰科·热拉维察的关注。南斯拉夫各大俱乐部竞相与他接触，最初占得先机的是联赛冠军斯普利特南塑，但最终普拉亚选择与贝尔格莱德游击队签约。因违反与斯普利特的订金协议，他被禁赛六个月，直到1971–72赛季后半才开始为游击队出战。
在游擊隊，他与队友德拉甘·基恰诺维奇配合默契。1975–76赛季，两人帮助游击队首次赢得南斯拉夫篮球甲级联赛的冠军。1977–78赛季，两人帮助球队夺得克拉奇杯冠军，普拉亚在决赛中得到48分，这是游击队首次在欧洲俱乐部赛事中夺冠。这也是两人最后一年在俱乐部搭档。此后，普拉亚和基恰诺维奇先后在军队服兵役一年。
|                      | 基恰，普拉亞，贏到最後呀！ |
| ——游擊隊球迷助威口號 |                            |

1980-81赛季，普拉亚首次加盟外国联赛，为意大利的威尼斯效力。1981-82赛季，他回到游击队，场均33.1分，继1976-77赛季後再次荣膺联赛得分王，球队常规赛排名第一。这是南甲联赛首次设置季后赛。总决赛第一场，普拉亚全场砍下50分，在第二个加时赛最后投中压哨球，但游击队在第三个加时赛中落败，最终大比分0比2不敌萨格勒布齐博纳。在欧洲冠军杯中，普拉亚面对后来的冠军坎图，单场砍下55分，帮助球队取胜，但最终游击队名列第三，未能进入决赛。这是他为游击队效力的最后一年。他总共为游击队出战305场，得到8278分，至今仍为球队纪录。
1982-83赛季，他加盟西班牙的皇家马德里。由于西甲联赛规定只能使用一名外援，而队中已有米尔扎·德利巴希奇，因此普拉亚只在欧冠比赛中出战，但皇马同样名列第三，未进决赛。之后六个赛季，他都在意甲联赛效力，三次夺得得分王。1987年1月25日，他在代表威尼斯對陣博洛尼亚的比赛中砍下70分。1988–89赛季后，普拉亚选择退休。一年后，应老友佐兰·斯拉夫尼奇之邀，重新复出，加盟贝尔格莱德红星。尽管已经年近四十，但仍高居得分榜第四。赛季结束后正式退休。
达利帕吉奇投篮精准，身体素质优秀，有“天跳者”（небески скакач）的绰号。1976年夏天，他曾应波士顿凯尔特人之邀，赴美国参加季前训练营，其表现得到球队总经理“红头”奥尔巴赫的肯定。但当时国际篮联禁止职业运动员代表国家队参加国际赛事，普拉亚因而放弃了去NBA打球的机会。

### 国家队
从1973年至1986年，达利帕吉奇13次代表南斯拉夫男篮出戰大賽，12次登上領獎臺（奥运会1金、1银、1铜，世锦赛1金、1银、2铜，欧锦赛3金、1银、1铜），在球队歷史上仅少于克雷希米尔·乔西奇。1977年，他在欧锦赛决赛中得到全场最高的19分，帮助南斯拉夫豪取三连冠，个人荣膺赛事MVP。1978年世锦赛，他在决赛中得到全场最高的21分，帮助南斯拉夫以1分之差险胜苏联，个人荣膺赛事MVP。当年他被评为欧洲篮球先生，被塞尔维亚《体育报》和克罗地亚《体育新闻》分别评为南斯拉夫年度最佳运动员。1980年，美国男篮因联合抵制缺席莫斯科奥运会，他以场均24.3分、球队得分王的表现，帮助南斯拉夫男篮以不败战绩赢得球队历史上唯一一块奥运金牌。
达利帕吉奇为国家队出战246场，得到3700分，是南斯拉夫男篮历史得分王。1976年，他在对阵罗马尼亚的比赛中砍下46分，创造国家队历史纪录，直到十年后才被德拉任·彼得罗维奇以47分打破。

### 退休后
从赛场退休后，达利帕吉奇在意大利、北马其顿、塞尔维亚各地担任篮球教练和管理人员。
2025年1月25日，达利帕吉奇因病在贝尔格莱德去世。

## 荣誉
2004年，入选奈史密斯篮球名人堂。2007年，入选国际篮联名人堂。2008年，被评为歐洲籃球聯賽50大贡献者。

## 个人生活
普拉亚的妻子是前网球运动员索尼娅·波热格（Соња Пожег／Sonja Požeg）。两人育有一儿一女，其中儿子达沃林也是职业篮球运动员。

## 外部鏈接
- YouTube上的1978年世錦賽決賽錄像 （页面存档备份，存于）
- YouTube上的达利帕吉奇意甲聯賽單場70分集錦 （页面存档备份，存于）